# Joseph Magliocco
Giuseppe Magliocco (Portella di Mare, 29 giugno 1898 – West Islip, 28 dicembre 1963) è stato un mafioso italiano operativo a New York e capo della famiglia Profaci (più tardi conosciuta come famiglia Colombo dal 1962 al 1963).

## Biografia
Giuseppe Magliocco nacque a Portella di Mare, una frazione di Misilmeri (in provincia di Palermo), il 29 giugno del 1898. Emigrò a New York nel 1914, dove entrò a far parte della cosca di Joseph Profaci diventando il suo braccio destro oltre che cognato. Magliocco fu arrestato assieme a suo cognato Joe e a Vincent Mangano durante una riunione mafiosa il 5 dicembre 1928 all'hotel Statler di Cleveland; tuttavia uscì di prigione dopo due anni. Subito dopo la sua scarcerazione iniziò la guerra castellammarese, in cui Magliocco rimase neutrale.
Trent'anni dopo fu arrestato durante la celebre riunione di Apalachin il 17 novembre del 1957. 
Magliocco si occupò principalmente di gioco d'azzardo e sindacati, controllando gran parte di Brooklyn e Staten Island, fino alla sua morte. Il 2 giugno 1962, con la morte di suo cognato Profaci, Magliocco assume la guida della famiglia. In quel periodo, all'interno della famiglia, c'era la faida con i fratelli Gallo: la faida continuò con rapimenti e attentati per tutto il 1962. 
Il 28 dicembre 1963 Magliocco morì per un attacco di cuore. Gli successe alla guida della famiglia Joseph Colombo.